# 65 (število)
65 (pétinšéstdeset) je naravno število, za katero velja velja 65 = 64 + 1 = 66 - 1.

## V matematiki
- sestavljeno število.
- polpraštevilo.
- peto Cullenovo število {\displaystyle 65=4\cdot 2^{4}+1}.
- peto osemkotniško število {\displaystyle 65=3\cdot 5^{2}-2\cdot 5\,\!}.
- magična konstanta v magičnem kvadratu 5 x 5 : {\displaystyle M_{2}(5)={\frac {5(5^{2}+1)}{2}}}:

{\displaystyle {\begin{bmatrix}17&24&1&8&15\\23&5&7&14&16\\4&6&13&20&22\\10&12&19&21&3\\11&18&25&2&9\end{bmatrix}}}
- 65 lahko zapišemo kot vsoto kvadratov dveh števil na dva načina: {\displaystyle 65=8^{2}+1^{2}=7^{2}+4^{2}}.

## V znanosti
- vrstno število 65 ima terbij (Tb).

## Drugo

### Leta
- 465 pr. n. št., 365 pr. n. št., 265 pr. n. št., 165 pr. n. št., 65 pr. n. št.
- 65, 165, 265, 365, 465, 565, 665, 765, 865, 965, 1065, 1165, 1265, 1365, 1465, 1565, 1665, 1765, 1865, 1965, 2065, 2165